# NGC 3085
NGC 3085 est une galaxie lenticulaire vue par la tranche située dans la constellation de l'Hydre. NGC 3085 a été découverte par l'astronome britannique John Herschel en 1835.

## Caractéristiques
Sa vitesse par rapport au fond diffus cosmologique est de 4 349 ± 30 km/s, ce qui correspond à une distance de Hubble de 64,1 ± 5,4 Mpc (∼209 millions d'al).